# 施劍翹

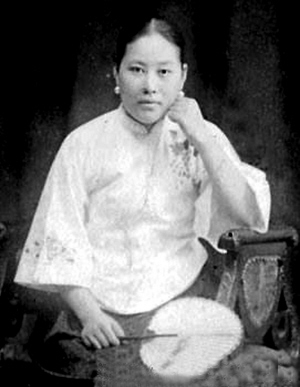
施劍翹之肖像

施劍翹（1906年—1979年8月27日），本名施谷蘭，是一位出生於安徽桐城的女性。她以報殺父之仇而刺殺孫傳芳著稱。

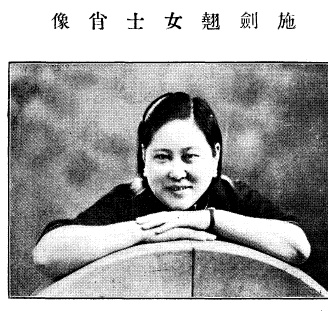
施劍翹女士

## 生平

### 早年生活
她的父親是施從濱是一位軍人，她的母親是董氏。她的四叔施從雲是灤州起義的發起人之一。
後來，施谷蘭在1924年前後畢業於天津師範學校。

### 父親遇害
1925年，孫傳芳率領軍隊北上進攻，她的父親奉山東督軍張宗昌命令前往截擊；後來，她的父親在皖北固鎮戰鬥時兵敗被孫傳芳部下謝鴻勛俘虜，並被孫傳芳以鐵絲捆綁送到蚌埠車站當眾割下頭顱懸首暴屍。

### 為父復仇

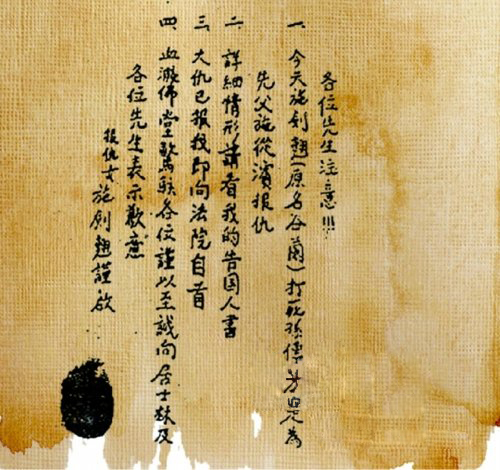
施劍翹在槍殺孫傳芳後現場發送之油印傳單；傳單上有她事先按上的指印

1935年6月，施劍翹從太原前往天津投靠親戚，並跟蹤查訪孫傳芳的門牌號、車號。1935年11月13日，她打聽並混入孫氏清修所在地“誦經”，並以事先暗藏之勃朗寧手槍將孫傳芳當場槍殺，并散发如下传单：

各位先生注意！！！

一、今天施剑翘（原名谷兰）打死孙传芳是为先父施从滨报仇

二、详细情形请看我的告国人书

三、大仇已报我即向法院自首

四、血溅佛堂惊骇各位谨以至诚向居士林及各位先生表示歉意

报仇女施剑翘谨启

隨後，她向警察要求自首，並被天津市警察局第一分局局長閻家琦經審問後予以拘禁。此謀殺案在當時引起極大轟動，報章、雜誌爭相報導，稱贊她為“女中豪杰”、“巾幗英雄”，要求政府特赦。
1936年4月13日，《新天津報》刊登她在獄中寫作的文章《親愛的同胞，趕快奮力興起吧》。1936年8月13日，施劍翹被河北高等法院判處7年監禁。經馮玉祥、李烈鈞、于右任、張繼、宋哲元等人出面救援，1936年10月14日國民政府主席林森簽署命令予以特赦。她的刺殺行動在道德上被認定為實踐孝心，並成為合法反抗日本侵略者的政治象徵。

### 特赦後及晚年
1949年，施劍翹當選為蘇州市婦女聯合會副主席。1957年，她當選為北京市政協特邀委員。
1979年，施劍翹罹患晚期結腸直腸癌，並在一場手術後過世於8月27日；隨後，她的遺體被火化並安葬於蘇州城西天靈公墓。

## 流行文化

### 電影
- 《女刺客》，1988年上映電影，角色“许越男”的原型[7]
- 《一代宗師》，2013年上映電影，角色“宮二”的原型[8]
- 《邪不压正》，2018年上映電影，角色“关巧红”的原型[9]

### 書籍
- 《施劍翹復仇記 （页面存档备份，存于）》，陳孝華、陳若雲著，民國四大奇案之二，ISBN 9789623890526
- 《施剑翘复仇案：民国时期公众同情的兴起与影响》［Public Passions: The Trial of Shi Jianqiao and the Rise of Popular Sympathy in Republican China］，（美）林郁沁，ISBN 9780520932678
- 《刀背藏身·徐皓峰武侠短篇集》，（中）徐皓峰，ISBN 9789862138328

### 遊戲
- 《命運遊戲2：百年之約》，2025年遊戲，角色“方芷蓮”的原型